# Orsingen-Nenzingen
Orsingen-Nenzingen est une commune de Bade-Wurtemberg (Allemagne), située dans l'arrondissement de Constance, dans le district de Fribourg-en-Brisgau.